# Tor Norberg
Erik Tor Waldemar Norberg (ur. 17 grudnia 1888 w Hålta, zm. 4 sierpnia 1972 w Clearwater) – szwedzki sportowiec, olimpijczyk.
Wystąpił na ich letniej edycji z 1908 w Londynie, gdzie zdobył złoty medal w drużynowych zawodach gimnastycznych. 8 grudnia 1908 wyemigrował do Stanów Zjednoczonych.